# Oka (Canada)
Oka is een dorp en gemeente in de Canadese staat Québec. Het ligt aan de Ottawa River op ongeveer 30 km van Montréal. Oka is in 1721 gesticht door de Sulpicianen, een gemeenschap van apostolisch leven binnen de katholieke Kerk. In Oka bevindt zich een recreatiegebied, het Parc national d'Oka.
In 1990 kwam Oka in het nieuws toen de lokale Mohawk zich met geweld verzetten tegen plannen om een golfterrein aan te leggen in een gebied waar zij aanspraak op maakten. De onlusten hielden maandenlang aan en kostten een Canadese politieagent het leven.

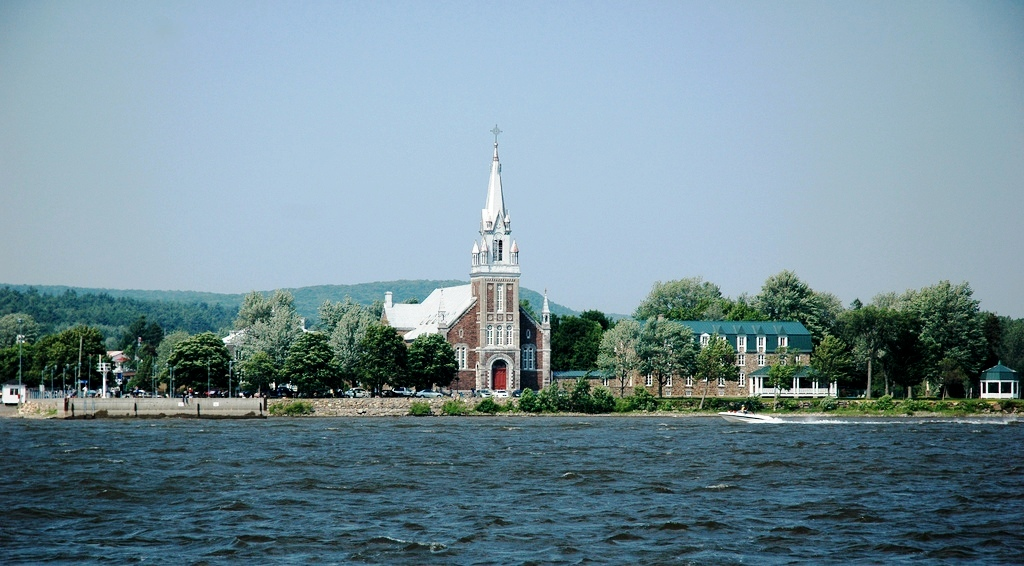
Zicht op het klooster vanaf de Ottawa River